# Asadora

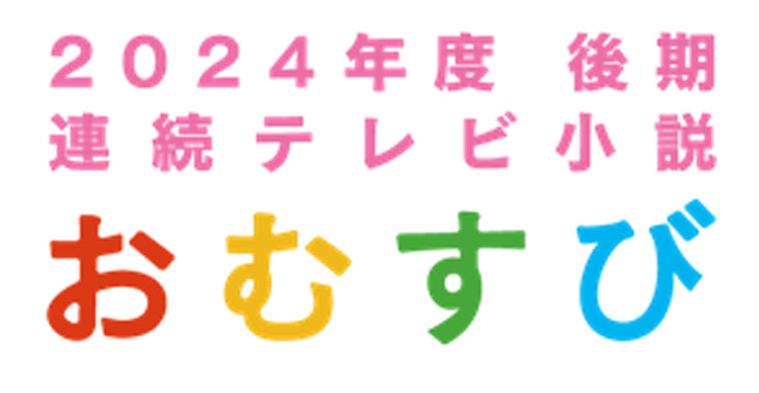
Wspólne logo Renzoku Terebi Shōsetsu i dramy „Omusubi” (おむすび) z 2024 roku

Renzoku Terebi Shōsetsu (jap. 連続テレビ小説, pol. dosł. Serialowa powieść telewizyjna), potocznie znana jako Asadora (jap. 朝ドラ, pl. dosł. Poranna drama) – japoński 15-minutowy poranny serial telewizyjny (drama) emitowany przez japońskiego nadawcę publicznego NHK od 1961 roku.

## Historia
Pierwszy serial został wyemitowany w 1961 roku, był nim czarno-biały „Musume to Watashi” (娘と私) z Takeshim Kitazawą w roli głównej, który był emitowany w Japonii od poniedziałku do piątku w godzinach porannych, był to pierwszy i ostatni serial, którego odcinek trwał 20 minut.
Asadora stała się jednym z najpopularniejszych programów w japońskiej telewizji, a seriale takie jak „Oshin” (おしん) uzyskały ogólną oglądalność 52,6%.
W 2002 roku 150. odcinek dramy „Sakura” (さくら), który miał zostać wyemitowany w sobotę 21 września, został przypadkowo wyemitowany dzień wcześniej, 20 września o godzinie 8:15, co spowodowało ponad 7 000 skarg ze strony widzów.
W 2020 roku regularne transmisje zostały zawieszone od 29 czerwca do 11 września z powodu przerwy w nagrywaniu dram spowodowanej nową infekcją koronawirusa.